# Рохас Акоста, Николас
Никола́с Ро́хас Ако́ста (исп. Nicolás Rojas Acosta, 1873—1947) — аргентинский естествоиспытатель.

## Биография
Николас Рохас Акоста родился 10 сентября 1873 года в городке Энсеньяда-Гранде в провинции Корриентес в семье Мигеля Херонимо Рохаса и Долорес Акосты. Учился в Корриентесе, затем преподавал в школе. В 1906 году стал первым директором школы № 4 города Эль-Трагадеро в Чако. Затем он был назначен профессором ботаники в нормальной школе Ресистенсии.
Рохас Акоста вёл переписку с ботаниками Германии, Англии, США. Принимал участие в нескольких научных конгрессах. Несколько лет Рохас Акоста был директором Музея провинции в Корриентесе.
Николас Рохас принимал участие в составлении Flora arbórea del Territorio Nacional del Chaco губернатора Чако Алехандро Ганседо. Также Рохас Акоста был автором «Ботанического» и «Зоологического словарей Аргентины».
Помимо биологии Рохас также интересовался изучением астрономии. Он написал несколько статей, посвящённых звёздному небу, видимому в Чако.
17 апреля 1947 года Николас Рохас Акоста скончался.

## Некоторые научные работы
- Rojas Acosta N. Historia natural de Corrientes. — Buenos Aires, 1897. — 214 p.

## Названы в честь Н. Рохаса Акосты
В Ресистенсии улица и библиотека носят имя Николаса Рохаса Акосты.